# L'Affaire d'une nuit
Pour plus de détails, voir Fiche technique et Distribution.
L'Affaire d'une nuit est un film français réalisé par Henri Verneuil sorti en 1960.

## Synopsis
Paris, Quai de Gesvres (IVe arrt.). Dans la foule, un homme en suit un autre. Le premier entre chez un marchand d'oiseaux. Après quelques secondes, le second renonce à l'attendre et fait volte face.  
Le générique du film, sur une musique jazzy de Martial Solal, montre des oiseaux en cage, annonçant le thème général du film tout entier. 
En sortant de la boutique, portant une cage contenant un couple de tourterelles, le premier homme, Michel, s'interroge sur l'emploi des deux heures et demie qu'il lui reste avant de rentrer dïner chez lui avec son épouse et ses deux fillettes. C'est alors que l'homme qui le suivait l'apostrophe depuis une terrasse voisine. 
C'est un ancien condisciple des Jésuites avec qui il formait un duo inséparable qu'on surnommait alors "Castor et Pollux". Michel était Pollux mais il ne se souvient plus du tout du nom d'Antoine, alias Castor, et l'ignorera jusqu'au bout. L'invitant à prendre un verre, Antoine lui présente son épouse Christine, une jeune femme brune, fine et élégante contrastant étonnament avec la rudesse, l'intolérance et l'autoritarisme d'Antoine. 
Ce dernier a raté sa vocation de peintre puis s'est engagé dans l'armée au sein de laquelle il avait trouvé une raison de vivre et qu'il semble regretter. Christine était vendeuse dans un magasin d'articles d'art où elle l'a rencontré, apprendra-t-on par la suite. Michel, lui, est le fils d'un négociant en vins prospère. Antoine, sans enfant, est amer et désabusé. C'est alors que Michel lui propose de renouveler son engagement militaire, une suggestion qui apparait à Antoine comme une lumière d'espoir (nous sommes en 1960, en pleine guerre d'Algérie). Le triangle classique est désormais en place. 
Les circonstances éloignent Antoine, occupé à rallumer la Flamme de l'Étoile avec ses anciens compagnons d'armes. Michel offre à Christine de la raccompagner chez elle, à Saint-Cloud, dans sa prestigieuse et confortable Simca Vedette. Elle accepte. Elle lui demande de la déposer boulevard Haussmann, chose qu'elle n'a pas dite à son mari, ce qui éveille les soupçons de Michel. Les pensées de celui-ci sont énoncées en "voix off" tout au long du film, révélant de manière crue les jugements peu amènes qu'il porte sur Christine. 
Plusieurs épisodes vont les rapprocher mais Christine refuse de suivre Michel dans une chambre d'hôtel. Une longue virée nocturne en automobile, pleine de péripéties, va ainsi les conduire jusqu'à Saint-Cloud pour devenir amants. On notera une apparition furtive de Brigitte Bardot au restaurant ("C'est ELLE ?"... "C'est ELLE"). Christine veut quitter Antoine mais Michel, lâchement frileux devant cette nouvelle responsabilité, tente de la convaincre de rester avec Antoine. Brouille, poursuite, réconciliation : Michel invente difficilement avec elle une histoire totalement improbable pour expliquer à Antoine l'absence de Christine et pourquoi c'est lui qui la reconduit chez elle. Il craint malgré tout la réaction d'Antoine qui a déjà menacé Christine de la tuer et de se tuer ensuite lorsqu'elle avait un simple ami. Et Antoine possède toujours ce revolver. 
Au petit matin, donc, Michel, portant Christine feignant d'être malade dans ses bras, est accueilli par Antoine, rasoir à la main. Il lui déballe son invraisemblable scénario d'une tentative de viol qu'Antoine écoute avec attention. Il a compris que Christine la trompe avec un inconnu car il a trouvé deux mégots de cigarettes dont un seul avec du rouge à lèvres. Antoine demande à Michel de les conduire tous les deux au Bois de Boulogne. Michel s'interroge, Antoine a-t-il tout compris ? pourquoi le Bois ? va-t-il le tuer ?... 
Contre toute attente, Antoine disculpe Michel, le faisant passer pour la dupe de Christine : elle s'est servi de lui pour dissimuler son escapade amoureuse. Michel respire un peu mieux. Pour Antoine, l'affaire est réglée : il laisse tout derrière lui et repart en Algérie. Cette aventure a été comme un signal l'appelant vers son véritable destin. Michel a été l'ami fidéle, l'outil de cette Providence. Antoine lui demande de l'accompagner gare de Lyon pour prendre le train pour Marseille. 
Michel lui offre le billet du voyage et quelque viatique avant de le voir partir, éloignant ainsi toutes les conséquences dramatiques de sa nuit adultérine et lui laissant le champ libre pour revoir Christine en toute liberté.  
Michel, la cage aux tourterelles en main, rentre chez lui et philosophe : " À quoi tiennent les choses... Si ma femme ne m'avait pas dit : Passe Quai de Gesvres..." (Il est à noter que les dialogues sont signés de la plume magistrale de Henri Jeanson).

## Fiche technique
- Titre : L'Affaire d'une nuit
- Réalisation : Henri Verneuil
- Assistant réalisateur : Michel Wyn
- Scénario, Adaptation et Dialogue : Jean Aurenche et Henri Jeanson
- Photographie : Robert Lefebvre
- Décors : Robert Clavel
- Montage : Leonide Azar
- Musique : Martial Solal
- Production : Christine Gouze-Rénal
- Directeur de production : Fred Surin
- Société de production : PROGEFI - Production Générale de Films (Paris)
- Durée : 95 minutes
- Genre : Comédie dramatique
- Date de sortie : 
  - France : 14 septembre 1960

## Distribution
- Pascale Petit : Christine Fiesco
- Roger Hanin : Michel Ferréol
- Pierre Mondy : Antoine Fiesco
- Robert Dalban : Lenormand
- Gabriel Gobin : un Sergent
- Émile Genevois : un ivrogne
- Micheline Luccioni : une prostituée (sous le nom Mireille Luccioni)
- Bernard Musson : le pharmacien
- Claude Piéplu : le vendeur du magasin d'habillement
- Gisèle Préville : Madame Lenormand
- Brigitte Bardot : une femme au restaurant (non crédité)
- Jacques Charrier : un homme au restaurant (non crédité)
- Christine Gouze-Rénal : une femme au restaurant (non crédité)
- Guy-Henry : le livreur (non crédité)
- Félix Marten : un homme au restaurant (non crédité)
- Dario Moreno : lui-même (non crédité)
- Henri Verneuil : un homme au restaurant (non crédité)